# Álvarez Rabo
Álvarez Rabo (Vitória, 1960) é um desenhista de quadrinhos espanhol
A biografia publicada em seus álbuns é fictícia. Ele diz que nasceu em Monforte de Lemos (província de Lugo) e partiu para Bilbao quando era um menino. Diz que na escola, do Opus Dei, sofreu abuso sexual, e o descreve nos seus quadrinhos. Na sua adolescência foi à prisão acusado de pertencer aos Comandos Autónomos Anticapitalistas. O que é verdade nesta biografia é que actualmente mora em Vitória, com sua mulher e seus filhos (Jhónatan e Yhedra). E afirma que deseja, após da aposentadoria, mudar-se à Sicília e lançar-se ao Etna durante uma erupção, como Empédocles.
Está considerado um dos melhores desenhistas espanhóis dos anos 90. Seu estilo é falso deliberadamente, para acentuar seu humor escatológico e políticamente incorrecto. Ele diz que "desenha com o cipó". Mas sob esta superfície grosseira e lúdica há uma análise crítica da sociedade e uma defesa das mulheres, superior à do feminismo convencional.
No aniversário do golpe de Estado no Chile em 2002 Álvarez Rabo decidiu deixar o comic. A decisão dependeu de que recebesse mil petições para continuar a desenhar. Ele recebeu 132 -e esperava menos. Actualmente participa no rádio estatal basca.
Um de seus álbuns mais populares esteve a punto de ser proibido em Portugal: As mulheres não gostam de foder (A las mujeres no les gusta follar). Também teve problemas na Itália.

## Álbuns
- Anal-fabetos